# NoMoBS
NoMoBS (No More Bullshit) is een Belgische hiphopband en theatercollectief dat in 2012 werd opgericht in de Antwerpse wijk Kiel. De band tracht de hiphopclichés en clichés over allochtone jongeren te vermijden (zoals pronken met dure auto's) en met hun teksten een positieve boodschap te brengen om (allochtone) jongeren een positief voorbeeld te brengen.
NoMoBS ontstond toen Salah, zijn voormalig schoolgenoot Eazy Lo en medebuurtbewoner R8 een band begonnen. Via sociale media leerde het drietal het in eigen beheer uitgebracht werk kennen van Mike De Ridder, die eerder ook al een schoolgenoot van Salah was.
De beats worden gemaakt door Salah. De teksten worden gebracht in het Antwerps dialect, Frans, Arabisch en Engels. De eerste single Zehma uit 2012 kende een groot bereik binnen het hiphopmilieu.
Naast eigen muziek werkt NoMoBS ook mee aan televisieprogramma’s en theaterstukken. Zo speelt de band mee in het theaterstuk Troost van het SIN collectief. De band maakte tevens het eigen theaterstuk ‘Wachten op Ghorro’.
In april 2015 maakte NoMobS samen met komiek Jan Jaap van der Wal een ludieke disstrack over Linda De Win voor het programma Café Corsari. Aan de muziekvideo, die werd opgenomen in het Vlaams Parlement, deden verschillende Vlaamse politici mee.
In november 2015 startte NoMoBS een campagne waarin de band zich verzet tegen de boodschap van IS.

## Discografie
- Brakage (2013)[bron?]